# Creon (van Thebe)
Kreon (Oudgrieks: Κρέων) ook wel Creon (Lat.) is een figuur uit de Griekse mythologie. Hij is de broer van koningin Iokaste van Thebe die de macht overneemt als zijn neven Polyneikes en Eteokles (zonen van Oedipus) elkaar vermoord hebben in een gevecht.
Het verhaal van Kreon wordt verteld in de tragedie Antigone van Sophocles.
Kreon veroordeelt Antigone ter dood omdat ze het lichaam van haar broer op een eervolle wijze heeft begraven terwijl dit door Kreon verboden was. De tragedie stelt de vraag of de menselijke wetten heersen over de goddelijke, of omgekeerd.
Het thema werd in de twintigste eeuw op moderne wijze opnieuw geïnterpreteerd in "Antigone", het bekendste toneelstuk van Jean Anouilh. Annouilh schreef dit stuk in 1942. Hij biedt een veel genuanceerder beeld van Kreon dan in de klassieke tragedie van Sophokles. Kreon wordt ten tonele gevoerd als een kunstzinnige estheet, die tegen zijn zin de koningstroon besteeg, nadat Oedipous, de vader van Antigone, zijn eigen ogen uitstak en diens zonen een dodelijke strijd met elkaar aangingen. Kreon beschouwt zich als iemand die nu eenmaal de klus moet klaren, en de orde alleen maar kan handhaven in Thebe als iedereen - ook zijn geliefde nichtje Antigone - de wet respecteert.